# Alonso Duralde
Alonso Duralde (né le 18 mai 1967  à East Point (Géorgie), en Géorgie) est un écrivain et critique de cinéma américain.

## Œuvres
- 101 Must-See Movies for Gay Men